# Stazione di Breglio
La stazione di Breglio (in francese Gare de Breil-sur-Roya) è una stazione ferroviaria internazionale a servizio dell'omonimo comune francese, situata lungo la ferrovia Cuneo-Ventimiglia nel punto di diramazione della linea Breglio-Nizza.
L'impianto, aperto il 30 ottobre 1928, fu inizialmente gestito dalla Compagnie Paris-Lyon-Méditerranée (PLM) e passò alla Société nationale des chemins de fer français (SNCF) il 1º gennaio 1938.
Bombardata ripetutamente dalle forze alleate nell'estate 1944 e devastata dall'esercito tedesco nell'ottobre successivo, la stazione restò completamente isolata dalla rete ferroviaria per la distruzione sistematica di viadotti e gallerie operata dai tedeschi nel tentativo di frenare l'avanzata americana: il 12 settembre 1944 vennero distrutte le opere sulla diramazione di Ventimiglia, nella notte tra il 27 e il 28 ottobre 1944 quelle sulla diramazione di Nizza e tra il 15 e il 27 aprile 1945 quelle sul ramo comune verso Cuneo.
La stazione venne riaperta parzialmente il 20 aprile 1947 con la riattivazione della sola linea proveniente da Nizza e così rimase, per oltre trentadue anni, fino al 6 ottobre 1979, giorno dell'inaugurazione della Cuneo-Ventimiglia ricostruita.

## Storia

### Le fasi realizzative
I lavori di costruzione iniziarono nel giugno 1920 con la realizzazione di una piattaforma di circa 1000 × 300 m che richiese lo sbancamento del terreno a nord e il riempimento del lato sud con il materiale di risulta delle gallerie. Fu anche necessario deviare per circa un chilometro la strada nazionale 204 verso il corso del Roja.
Il 18 giugno 1920 l'impresa «Mercier», impegnata nei cantieri francesi della Cuneo-Ventimiglia/Nizza, chiese con una lettera indirizzata al ministro italiano dei lavori pubblici il ripristino del binario della «Airole-confine sud», proponendo dal canto suo l'accelerazione dei lavori nel tratto fino a Breglio. La richiesta, appoggiata da Parigi, si concretizzò il 30 gennaio 1922 con l'unione delle rotaie al confine italo-francese posto all'uscita della stazione di Piena, permettendo all'impresa di ricevere direttamente per ferrovia i materiali necessari alla sua attività. La presenza del binario provvisorio spinse il consiglio municipale a votare, il 16 luglio successivo, una mozione volta a ottenere la «messa in servizio immediata della Ventimiglia-Breglio», ma la richiesta non venne accolta.
I lavori per i fabbricati di stazione iniziarono alla fine del 1926 e durarono fino alla primavera del 1928. Trattandosi di una stazione internazionale di diramazione, il complesso degli impianti ferroviari venne concepito in modo da essere in grado di far fronte a tutti i tipi di traffico. Vennero dunque realizzati un monumentale fabbricato viaggiatori di 59 m di lunghezza, affacciato ad un annesso di 46 m raggruppante buffet, buvette, cucina, i locali doganali francesi e italiani, per la Guardia di Finanza italiana e i servizi diversi. Questa zona, dedicata ai viaggiatori, era servita da cinque binari, tre marciapiedi dotati di pensilina e un sottopassaggio.

Il servizio merci era distribuito su quattro aree, specializzate per traffico locale, di importazione, di esportazione e bestiame.

Il servizio trazione disponeva di una rimessa locomotive suddivisa in due parti dedicate a PLM e FS, di un binario di rifornimento, di una piattaforma girevole e di un fabbricato dormitorio, refettorio e servizi per il personale.
Il 10 ottobre 1928 il treno di ricognizione PLM "Nizza-Confine nord", fu il primo convoglio ufficiale a transitare in stazione, seguito il 26 ottobre dal treno di ricognizione FS "Cuneo Gesso-Ventimiglia".
La stazione venne inaugurata il 30 ottobre 1928, assieme alle linee Cuneo-Ventimiglia e Breglio-Nizza, e aperta all'esercizio commerciale il giorno successivo.

La cerimonia di inaugurazione si articolò in diverse fasi: il treno PLM proveniente da Nizza salì prima fino a Fontan-Saorgio, allora ultima stazione in territorio francese, quindi ritornò a Breglio dove attese l'arrivo del treno FS proveniente da Cuneo Gesso. All'incontro in stazione delle delegazioni internazionali seguì subito il pranzo offerto dal ministro dei lavori pubblici francese nel capannone delle merci di importazione. Dopo i discorsi di rito pronunciati al termine del banchetto dai ministri dei lavori pubblici dei due paesi, André Tardieu per la Francia e Giovanni Giuriati per l'Italia, le carrozze PLM e FS, riunite nel frattempo in un solo convoglio, proseguirono verso la stazione di Ventimiglia per il rinfresco offerto dalle Ferrovie dello Stato.
L'evento che portò la stazione al suo massimo sviluppo fu l'equipaggiamento pressoché integrale del suo piazzale con la linea di contatto bifilare italiana in occasione dell'elettrificazione in corrente alternata trifase a 3,6 kV 16⅔ Hz della tratta tra le stazioni di San Dalmazzo di Tenda e Piena, esercita a trazione elettrica a partire dal 21 aprile 1935.

Il ritardo dell'elettrificazione del tratto francese sul resto della Cuneo-Ventimiglia, messo sotto tensione il 15 maggio 1931, fu causato dall'opposizione delle autorità militari francesi, che tolsero il loro veto soltanto nel 1934 considerando la trazione elettrica più vulnerabile di quella a vapore in caso di conflitto. Per lo stesso motivo venne impedita alla PLM l'elettrificazione in corrente continua a 1,5 kV della Breglio-Nizza, sulla quale era stata prevista l'installazione della catenaria tra Nizza e Sospello e l'adozione dell'alimentazione a terza rotaia da qui a Breglio, per aggirare l'incompatibilità della linea aerea francese, monofilare, con quella bifilare italiana in quest'ultima stazione.
L'ultimo atto della fase di sviluppo iniziale della stazione avvenne il 1º gennaio 1938 con il passaggio formale della gestione dalla PLM alla Société Nationale des Chemins de fer Français (SNCF).

### Le vicende belliche

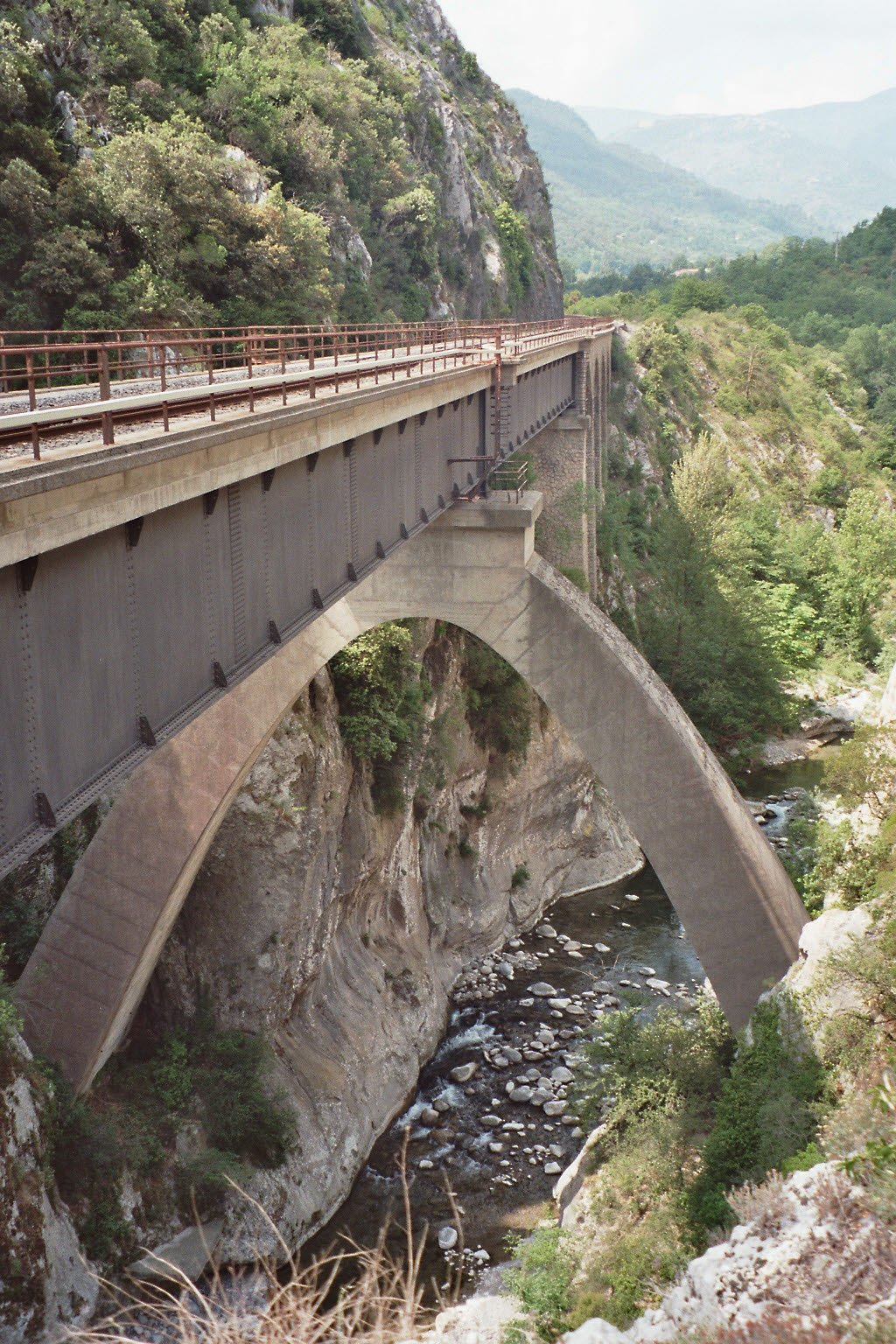
Il viadotto «Bevera» sulla Nizza-Breglio, dopo la ricostruzione allo stato di origine del 1962.

Dopo la dichiarazione di guerra da parte dell'Italia, i ferrovieri delle FS in servizio a Breglio lasciarono la stazione nelle prime ore del mattino dell'11 giugno 1940, dirigendosi a Piena a bordo di un carrello. Successivamente il capo stazione di Breglio provvide alla rimozione di due spezzoni di rotaia alla frontiera sud e, dopo aver tolto l'alimentazione elettrica alla stazione, gli ultimi ferrovieri SNCF lasciarono la valle Roja portandosi a Nizza.

Nella stessa notte i genieri del 15º Corpo d'armata francese interruppero le comunicazioni ferroviarie con l'Italia facendo saltare il ponte di Saorgio, tra Breglio e Fontan-Saorgio sulla Cuneo-Ventimiglia, e i viadotti «Bassera» e «Bevera», tra Breglio e Sospello sulla Breglio-Nizza.
Una delle prime preoccupazioni della commissione che si instaurò dopo l'armistizio italo-francese del 24 giugno 1940 fu il ripristino della rete ferroviaria. All'inizio di agosto venne dunque intrapresa la ricostruzione dei ponti distrutti, affidando i lavori sia ai civili che ai militari. L'impresa «Borie», di casa sulla linea, ricostruì in muratura, secondo il progetto originale, il viadotto «Bassera», mentre il rifacimento del ponte di Saorgio e del viadotto «Bevera» venne assegnato al genio militare italiano, che ricostruì le due opere per mezzo di travate metalliche provvisorie.

Il 28 novembre 1940, dopo il completamento del ripristino delle opere, venne finalmente ristabilita la continuità della Cuneo-Ventimiglia e della Breglio-Nizza..
Con l'armistizio separato firmato l'8 settembre 1943 da Badoglio la valle Roja precipitò nel caos e visse la progressiva occupazione da parte dell'esercito tedesco. Nella notte tra il 10 e l'11 settembre il personale FS in servizio a Breglio abbandonò la stazione dirigendosi a San Dalmazzo di Tenda con un carrello a motore, che fu l'ultimo veicolo a transitare sul ponte di Saorgio prima che venisse nuovamente distrutto, questa volta ad opera degli artificieri del «7º Alpini» che lo fecero saltare intorno alle 2 del mattino.

Le comunicazioni ferroviarie con l'alta valle Roja rimasero interrotte fino al 2 gennaio 1944, quando i genieri dell'esercito tedesco, nuovo occupante della valle, completarono il ripristino provvisorio del ponte facendo uso di travate metalliche appoggiate su spalle in cemento.
Dal 28 luglio al 19 agosto 1944 la stazione subì pesanti bombardamenti alleati ad alta quota che, malgrado l'imprecisione del tiro, raggiunsero ben settantadue volte l'obiettivo.

Il 12 settembre 1944 i tedeschi abbandonarono parzialmente la bassa valle Roja distruggendo sistematicamente i più importanti viadotti e gallerie della tratta Breglio-Ventimiglia, tagliando così le comunicazioni con quest'ultima.

Nella notte tra il 27 e il 28 ottobre 1944 i tedeschi abbandonarono Sospello, facendo saltare al loro passaggio le principali opere ferroviarie fino a Breglio, tra le quali il viadotto «Bassera», distrutto per la seconda volta, e i portali delle due gallerie che si affacciavano all'estremità sud del piazzale di Breglio («Gigne» sulla diramazione per Ventimiglia e «Caranca» su quella per Nizza). Le retroguardie distrussero poi sistematicamente i binari, gli scambi e le installazioni elettriche della stazione per stabilirvi un campo minato e un sistema di reticolati di filo spinato.
Tra il 15 e il 26 aprile 1945 l'esercito tedesco in ritirata verso nord operò la distruzione sistematica dei principali viadotti e gallerie della linea verso Cuneo, tra cui il ponte di Saorgio che venne fatto saltare per la terza volta, lasciando Breglio e le altre stazioni della valle Roja completamente isolate dalla rete ferroviaria.

### La riapertura della Breglio-Nizza (20 aprile 1947)
Nel dopoguerra le FS intrapresero la ricostruzione della parte di loro competenza della Cuneo-Ventimiglia (tratte «Cuneo-San Dalmazzo di Tenda-Confine nord» e «Confine sud-Piena-Ventimiglia»), cominciando da nord e raggiungendo la stazione di Vievola il 22 dicembre 1946, dove si arrestarono perché era già nell'aria la cessione di Tenda e Briga Marittima alla Francia, che venne sancita con la firma del trattato di pace del 10 febbraio 1947.
La SNCF, dal canto suo, dovette eseguire importanti lavori Tra Sospello e Breglio per rimettere in efficienza le gallerie e i viadotti distrutti. In stazione vennero rimosse le macerie e smantellati i binari danneggiati, ma si provvide solamente alla riparazione sommaria del fabbricato viaggiatori, al ripristino di due binari viaggiatori, di qualche binario di carico e scarico merci e dell'accesso alla piattaforma girevole e alla parte SNCF della rimessa locomotive. Il primo treno da Nizza arrivò a Breglio il 20 aprile 1947, ma anche da parte SNCF la ricostruzione non andò oltre questa stazione.

### La riapertura della Cuneo-Ventimiglia (6 ottobre 1979)
Il nuovo confine in valle Roja fu un forte ostacolo per la ricostruzione della Cuneo-Ventimiglia, la cui parte francese non venne ripristinata nonostante le promesse fatte alle popolazioni di Tenda e Briga Marittima in vista del plebiscito che avrebbe sancito il loro passaggio alla Francia. Anche le richieste dei comuni di Fontan e Saorgio, francesi dal 1860, caddero nel vuoto: il 10 maggio 1947 il consiglio comunale di Fontan reclamò il proseguimento dei lavori di ripristino oltre Breglio, ma, nonostante le promesse ministeriali, non vennero sbloccati i fondi e le comunicazioni vennero ristabilite con un servizio di autobus con corse prolungate su Tenda e Limone in coincidenza con le FS.
Dopo decenni di reiterate richieste da parte delle popolazioni dei comuni italiani e francesi attraversati dalla linea e di disinteresse da parte dei rispettivi governi, la situazione si sbloccò il 24 giugno 1970 con la firma di una convenzione italo-francese per la ricostruzione della ferrovia, ma per il ripristino del tratto in territorio transalpino fu necessario attendere fino al 1º febbraio 1976, data ufficiale di inizio dei lavori.
Il "risveglio" della stazione di Breglio iniziò nell'estate 1978 con l'arrivo, via Nizza, di treni di pietrisco che veniva trasbordato e spedito con autocarri ai cantieri di posa del binario in alta Roja. Nell'autunno dello stesso anno prese avvio la demolizione e la successiva ricostruzione dei fabbricati danneggiati, che portò la stazione al suo assetto definitivo con quattro binari passanti e un nuovo fabbricato per la dogana.
Alle 12:08 del 29 gennaio 1979, 300 m a nord della stazione di Breglio, il nuovo binario proveniente da Cuneo si riallacciò a quello proveniente da Nizza. L'evento venne celebrato con una cerimonia informale alla quale parteciparono il vicesindaco di Breglio, Masseglia, il capo del Groupe d'Études et Travaux (GET) della SNCF, ing. Alain Lecoq, e il responsabile dell'Ufficio Lavori FS di Cuneo, geom. Nandino Frignani.
Il 24 febbraio 1979 venne completata, fino alla frontiera sud, la posa del binario verso Ventimiglia.
Il 22 marzo 1979 un treno italiano, partito da Cuneo con a bordo i membri della commissione mista FS-SNCF, autorità e giornalisti, ripercorse per la prima volta la valle Roia raggiungendo Breglio e spingendosi fino a Piena per ispezionare le opere ricostruite in territorio francese.
L'8 giugno 1979, al confine sud, avvenne l'allacciamento del binario francese con quello italiano proveniente da Ventimiglia.

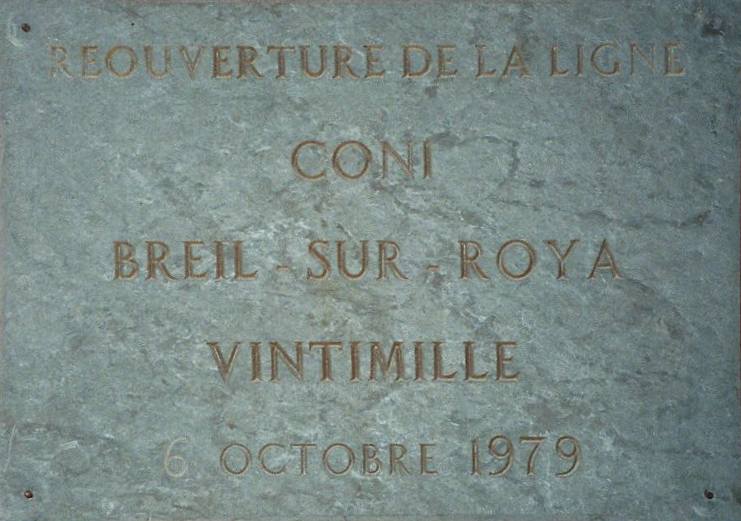
Lapide commemorativa dedicata alla riapertura della Ferrovia Cuneo-Limone-Ventimiglia il 6 ottobre 1979 nella stazione di Breglio

La mattina del 6 ottobre 1979 gli invitati alla seconda inaugurazione della Cuneo-Ventimiglia raggiunsero Breglio a bordo di tre convogli. Uno proveniente da Ventimiglia, composto da cinque carrozze Eurofima trainate da due locomotive diesel FS D.445, uno proveniente da Nizza, composto da cinque carrozze Eurofima trainate da due locomotive diesel SNCF BB 67400, e un terzo proveniente da Cuneo, composto da tre automotrici FS Aln 668.

Le delegazioni, capeggiate dal Ministro italiano per i rapporti con il parlamento, Adolfo Sarti, e dal ministro francese dei trasporti, Joël Le Theule, si portarono sul piazzale esterno della stazione per scoprire la lapide dedicata alla ricostruzione della ferrovia. Parlarono il sindaco di Breglio, Curti, il sindaco-deputato di Mentone, Emmanuel Aubert, e il ministro Le Theule. Nel suo intervento, il sindaco di Breglio ricordò polemicamente al governo e alla SNCF le promesse non mantenute:
(dal discorso pronunciato dal sindaco di Breglio il 6 ottobre 1979 in occasione dell'inaugurazione della Cuneo-Ventimiglia)
Nel frattempo le carrozze giunte da Ventimiglia e Nizza vennero riunite in un treno di dieci vetture che, trainato dalle due locomotive D.445 e spinto in coda da una locomotiva diesel D.345, ripartì con le autorità alla volta di Cuneo dove era prevista la cerimonia ufficiale di inaugurazione della linea.
Il 7 ottobre 1979, con la riapertura al servizio commerciale della Cuneo-Ventimiglia, la stazione di Breglio riprese finalmente le sue funzioni di scalo internazionale.

## Strutture ed impianti
Stazione di diramazione su linea a semplice binario alla quota di 305,200 m s.l.m. che si estende su una piattaforma di 1000 × 300 m circa, suddivisa in aree specializzate per tipo di servizio:
- zona «viaggiatori»;
- zona «merci locali»;
- zona «merci di importazione»;
- zona «merci di esportazione»;
- zona «sanitaria», dedicata al trasporto del bestiame;
- zona «trazione».

### Configurazione del piazzale

#### Situazione iniziale (1928)
- La zona «viaggiatori» era dotata di un fabbricato viaggiatori di 59 m di lunghezza,  affacciato ad un annesso di 46 m raggruppante buffet, buvette, cucina, i locali doganali francesi e italiani, per la Guardia di Finanza italiana e i servizi diversi. Era servita da cinque binari, numerati da A a E, tre marciapiedi lunghi 175 m con pensiline e un sottopassaggio[10].
- La zona «merci locali» era dotata di un capannone di 30 m, di una banchina di 35 m e di tre binari di carico e scarico carri[10].
- La zona «merci di importazione» era dotata di un capannone di 50 m, di una banchina di 20 m e di un fascio di cinque binari[46].
- La zona «merci di esportazione» era dotata di un capannone di 20 m e di un fascio di nove binari[12].
- La zona «sanitaria» era dotata di una banchina di 40 m per il bestiame, di un locale veterinario e di due binari[12].
- La zona «trazione» era dotata di una rimessa per otto locomotive, con due travate destinate alle macchine PLM ed altrettante a quelle FS, una piattaforma girevole di 23 m, un binario di rifornimento per le locomotive equipaggiato con gru idrauliche e di un fabbricato di 32 m con dormitorio, refettorio e servizi per il personale di macchina[12].

Il piazzale, dotato complessivamente di cinquantacinque deviatoi, comprendeva inoltre alcuni binari di rimessaggio e tre binari di collegamento trasversale serviti da nove piattaforme girevoli per la manovra dei carri merci.

#### Situazione alla riapertura della Breglio-Nizza (1947)
La stazione, devastata dai bombardamenti alleati e dall'esercito tedesco, venne riattivata solo parzialmente:
- nella zona «viaggiatori» si provvide alla riparazione sommaria del fabbricato viaggiatori e al ripristino dei soli binari A e C;
- nella zona «merci locali» vennero ripristinati i binari di carico e scarico, mantenendo sostanzialmente immutata la configurazione originale;
- nella zona «trazione» venne ripristinato l'accesso alla piattaforma girevole e alle due travate SNCF della rimessa locomotive;

tutto il resto, a parte la rimozione delle macerie e dei binari distrutti, venne lasciato come si trovava.

#### Situazione alla riapertura della Cuneo-Ventimiglia (1979)

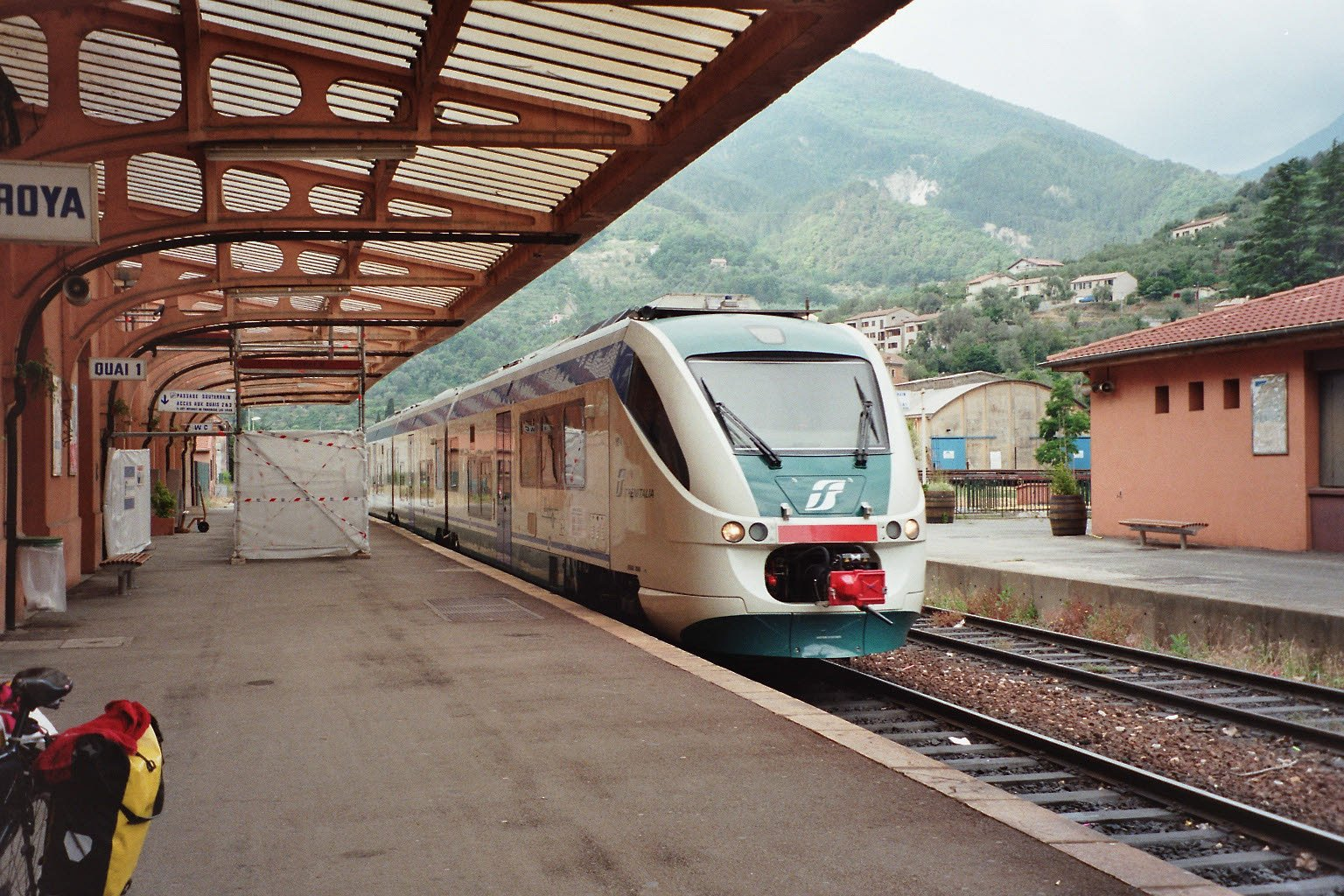
Un treno delle Ferrovie dello Stato Italiane diretto a Cuneo in sosta nella stazione di Breglio

Se si escludono le riparazioni effettuate per la riapertura parziale del 1947, la stazione mantenne i segni della guerra fino al novembre 1978, quando vennero demoliti i fabbricati danneggiati per permettere lo svolgimento dei lavori di ricostruzione, che avrebbero ridimensionato notevolmente il piazzale ferroviario rispetto alla configurazione originale.
- Nella «zona viaggiatori» venne rimaneggiato pesantemente il piano terra del fabbricato viaggiatori per ricavare le aree destinate al pubblico e i locali per il segnalamento e le telecomunicazioni. Gli alloggi per il personale viaggiante vennero creati al secondo piano. Sul marciapiede centrale le costruzioni danneggiate esistenti vennero demolite e sostituite con un nuovo fabbricato "Polizia-Dogana"[48].
Il binario B, rimosso nel dopoguerra, venne ripristinato e portato, assieme al binario A, alla lunghezza utile di 860 m; il binario C venne allungato a 735 m[45][49]. I marciapiedi vennero portati all'altezza di 0,55 m[50]. Delle tre pensiline rimase solo quella del fabbricato viaggiatori sul binario A[51].
- La «zona merci locali» rimase sostanzialmente identica a quella ricostruita nel dopoguerra: l'unico intervento consistette nella divisione in due tronchi del binario passante che attraversava il piazzale stradale all'esterno della stazione[45].
- Nella zona «merci di importazione» venne installato un binario a servizio del capannone destinato ai servizi di dogana, equipaggiato con una bilancia a ponte e collegato ad un binario denominato Voie Marchandises (Binario Merci), destinato a ricevere direttamente i treni merci[49].
- Nella zona «trazione» venne installato un binario per il parco materiali Équipement (Equipaggiamento), al quale vennero raccordati i due binari già esistenti della travata SNCF della rimessa locomotive[49]. La travata destinata in origine alle locomotive FS continuò a rimanere inutilizzata[45].
- La zona «merci di esportazione» e la zona «sanitaria» non vennero ripristinate[45].

### Impianti di segnalamento e sicurezza

#### Situazione iniziale (1928)
La stazione di Breglio, date le sue dimensioni, era equipaggiata con tutta la gamma dei segnali meccanici PLM, ma il segnalamento francese non oltrepassava le estremità della stazione sulla linea Cuneo-Ventimiglia, soggetta alla regolamentazione italiana. La protezione della stazione di Breglio sui lati Cuneo e Ventimiglia era dunque affidata al segnalamento semaforico FS, composto da segnali di 1ª categoria preceduti da segnali di avviso.

Il piazzale della stazione comprendeva inoltre il passaggio a livello nº 45 che interessava il deviatoio di ingresso lato Cuneo e l'asta di manovra del fascio merci.
La manovra dei segnali, dei deviatoi e del passaggio a livello veniva effettuata da due cabine situate alle estremità del piazzale ferroviario:
- la cabina P1, posta sul lato sud, era dotata di un apparato Saxby a quaranta leve che azionava i dispositivi alle estremità lato Ventimiglia e Nizza[12];
- la cabina P2, posta sul lato nord, era dotata di un apparato Vignier a ventitré leve che azionava i dispositivi all'estremità lato Cuneo[12].

#### Situazione alla riapertura della Breglio-Nizza (1947)
L'esiguo numero di binari ripristinati rese inutile la manovra centralizzata dei deviatoi. Gli apparati di manovra vennero dunque rimossi dalle cabine P1 e P2, che rimasero inutilizzate.

#### Situazione alla riapertura della Cuneo-Ventimiglia (1979)
Le cabine di manovra P1 e P2 del segnalamento originale vennero demolite all'inizio dei lavori di ricostruzione della stazione nel novembre 1978.
Le principali caratteristiche degli impianti di segnalamento e sicurezza di Breglio, rinnovati integralmente in occasione della riapertura della Cuneo-Ventimiglia, sono elencate di seguito:
- Segnalamento luminoso di partenza e manovra di tipo SNCF all'interno della stazione e all'ingresso lato Nizza[54].
- Segnalamento luminoso di avviso e protezione di tipo FS agli ingressi lato Cuneo e Ventimiglia[54].
- Deviatoi a manovra elettrica equipaggiati con dispositivi di riscaldamento elettrico antighiaccio[50] ed autorizzati per una velocità di 60 km/h sul ramo deviato[49].
- Passaggio a livello a «segnalazione automatica luminosa e sonora» con due semi-barriere tipo SAL 2, completato con la realizzazione di una terza carreggiata sulla strada nazionale 204, servita da semafori stradali con ciclo modificato in funzione dell'annuncio treni al suddetto passaggio a livello[55].
- Apparato centrale ad itinerari di tipo francese (Poste d'aiguillage tout relais à transit souple - PRS) con funzioni di comando locale del piazzale di Breglio e di telecomando delle stazioni francesi di Vievola, Tenda, San Dalmazzo di Tenda e Fontan-Saorgio, alle quali si aggiunse nel corso del 1980, su richiesta FS, la stazione italiana di Airole[56], trasformata in posto di movimento.
- Gestione della circolazione treni in regime di blocco conta-assi sulla Limone-Breglio, estesa nel corso del 1980, su richiesta FS, alla Breglio-Ventimiglia[56].
- Gestione della circolazione treni in regime di blocco telefonico sulla Breglio-Nizza e sulla Breglio-Airole prima dell'attivazione del telecomando di quest'ultima stazione.
- Stazione presenziata, sede del Dirigente Centrale Operativo (DCO) – in francese Dirigeant de la Commande Centralisée (DCC) – che gestisce il telecomando della tratta Limone-Ventimiglia.[56].

### Installazioni elettriche di trazione
All'apertura dell'impianto nel 1928, il piazzale della stazione di Breglio venne predisposto per un'eventuale elettrificazione in corrente continua a 1,5 kV della Breglio-Nizza mediante la posa di una traversa di maggiore lunghezza ogni cinque per sostenere la terza rotaia di contatto. L'adozione dell'alimentazione a terza rotaia fu prevista solo sulla tratta Breglio-Sospello per superare i problemi di incompatibilità tra la linea aerea monofilare francese e quella bifilare del sistema trifase italiano nella stazione di Breglio, comune con la Cuneo-Ventimiglia.
La richiesta italiana di elettrificare la Cuneo-Ventimiglia venne in un primo momento respinta dalle autorità militari francesi, costringendo le FS a limitare l'adozione della trazione elettrica trifase sulle tratte italiane, che vennero messe sotto tensione nel 1931. Successivamente i militari francesi, resisi conto della vulnerabilità delle installazioni elettriche di trazione in caso di conflitto, fecero decadere la loro opposizione alle FS, ma negarono per lo stesso motivo alla PLM l'autorizzazione all'elettrificazione della Breglio-Nizza.
Il piazzale di Breglio venne equipaggiato col sistema italiano a corrente alternata trifase a 3,6 kV 16⅔ Hz, che venne messo sotto tensione il 21 aprile 1935, garantendo così la continuità della trazione elettrica sulla Cuneo-Ventimiglia. La manutenzione della linea aerea, alimentata a sbalzo dalle sottostazioni elettriche di San Dalmazzo di Tenda e Piena, situate entrambe in territorio italiano, venne affidata alle FS.
Sul finire del 1944 i genieri tedeschi rimossero i fili di rame della linea di contatto per spedirli in Germania, lasciando pali e mensole come uniche vestigia della trazione elettrica trifase. Queste strutture sopravvissero inutilizzate fino all'autunno 1978, quando vennero smantellate per permettere la risistemazione della stazione in vista della riapertura della Cuneo-Ventimiglia.